# Charles Broche
Pour les articles homonymes, voir Broche.
Charles François Broche, né le 20 février 1752 à Rouen, où il est mort le 30 septembre 1803, est un organiste et compositeur français.

## Biographie
Né sur la paroisse de Saint-Étienne-des-Tonneliers à Rouen, Charles Broche était le fils du bedeau de cette paroisse. Les dispositions musicales du nouvel enfant de chœur se manifestèrent très nettement dès les premiers temps de son séjour à la maîtrise Saint-Evode de la cathédrale de Rouen. Ses rapides progrès et la supériorité dont il ne tarda pas à faire preuve vis-à-vis de ses camarades attirèrent l’attention de Desmazures, l’organiste de la cathédrale, qui vit là un tempérament d’artiste à développer, à conduire en pleine floraison, et il se chargea spontanément de l’entreprise. Ses leçons produisirent d’excellents résultats, et lorsqu’en 1772, Broche se prépara à quitter Rouen, à peine âgé de vingt ans, pour aller visiter la capitale, il était rompu aux plus sérieuses difficultés du jeu de l’orgue et du clavecin, et possédait une instruction musicale à l’avenant.
Arrivé à Paris, il fit la connaissance des célèbres organistes Couperin et de Nicolas Séjan, dont il reçut de précieux conseils, et par l’intermédiaire desquels il obtint une place d’organiste à Lyon. Le désir de compléter ses études de composition lui fit néanmoins bientôt abandonner ce poste pour prendre la direction de l’Italie, muni de lettres de recommandation pour divers personnages, notamment pour le sénateur Bianchi, lequel habitait Bologne. Celui-ci présenta Broche au Père Martini, dont l’école brillait alors de tout son éclat. Sous sa direction de ce maitre, Broche étudia le contrepoint et la fugue. Se faisant bientôt connaitre en exécutant dans les principales églises de ce pays de riches savantes compositions, il est appelé, après avoir subi les examens de rigueur, à siéger à côté de son maitre en se faisant recevoir membre de l’Académie philharmonique de Bologne. Après avoir ainsi couronné ses études, il parcourut ensuite l’Italie, visitant Rome et Naples, puis rentra en France, fit un nouveau séjour à Lyon, et revint enfin dans sa ville natale, après cinq ans d’absence. 
Le moment était bien choisi car son ancien  maitre Desmazures venant de prendre sa retraite, la place d’organiste de la cathédrale allait être mise au concours. Broche n’hésita pas à se mettre sur les rangs. Le concours eut lieu le 18 août 1777 ; malgré le talent déployé par ses adversaires, Montau et Morisset, Broche obtint l’unanimité des suffrages et fut mis en possession de l’orgue qu’avait occupé  Desmazures pendant dix-neuf ans. 
Ce fut là pour lui le point de départ d’une réputation sérieuse, justifiée par la valeur de l’artiste. Parmi les artistes parisiens du moment, Séjan et Couperin, avec lesquels il était demeuré en relations épistolaires, le tenaient en grande estime. Ce dernier disait de Broche « qu’il écrivait des doigts sur le clavier ». Balbastre, l’éminent organiste et claveciniste, tant admiré du public parisien, doit être cité également parmi les correspondants de Broche, lequel ne manqua pas de se créer aussi d’importantes relations dans le monde aristocratique. Sa réputation de virtuose ayant franchi les limites de sa ville, le duc de Bouillon devant lequel il avait si souvent improvisé lui offrit, en échange de ses services, une pension de 12 000 livres, que Broche, composant des motets et d’autres pièces de caractère volontiers plus bachique que religieux, ne voulut pas accepter, préférant garder sa liberté et son poste d’organiste à Rouen.
Son jeu brillant et la richesse des improvisations auxquelles il aimait se livrer lui attiraient fréquemment des auditeurs du dehors. Les organistes parisiens, eux-mêmes, faisaient volontiers le voyage de Rouen pour l’entendre : « il improvisait merveilleusement dans tous les genres, et particulièrement dans le cantabile ». Un jour, pour répondre à un défi que venaient de lui porter le chevalier de Saint-George et le célèbre corniste Giovanni Punto, il s’assit devant ses claviers et joua pendant cinq quarts d’heure, en improvisant sur un motif de trois notes, sans se répéter ni s’écarter de son sujet, et, ajoute-t-on, sans cesser de charmer ses auditeurs. On cite encore une certaine improvisation inspirée par la bataille de Jemmapes, et dans laquelle il fit, parait-il, des merveilles de musique imitative dans le gout de l’époque. Loin de dépenser toute sa puissance d’invention dans ces improvisations fugitives, il se livra avec assez d’ardeur à la composition pour publier successivement trois livres de sonates pour clavecin, mais il n’a fait imprimer que la moindre partie de ses compositions. Le premier fut dédié par lui au cardinal de Frankemberg, archevêque de Malines. Le deuxième livre parut en 1782, sous le titre Sonates pour le clavecin, avec accompagnement de violon, ad libitum, dédiées à S. A. S. Mgr le duc de Bouillon (Paris, Bignon). Le troisième livre, publié en 1787, est intitulé Trois sonates pour le clavecin, violon ad libitum (Paris, Boyer). Parmi les œuvres de Broche qui n’ont pas été gravées, figurent des concertos de clavecin, des trios, quatuors, cantates, etc. Son œuvre publié se réduit à des sonates, des trios, de quatuors et son morceau sur la bataille de Jemmapes. Ses canons, composés sur des paroles bachiques, étaient très prisés des amateurs ; on vantait surtout celui qui commençait par ce vers : « Buvons, amis, et vidons ce flacon. » Tous sont demeurés inédits.
Durant la Révolution, il embrassa la théophilanthropie, culte d’origine privée soutenu, pour assoir l’esprit républicain, par le Directoire, notamment par le directeur La Révellière-Lépeaux, et dirigea les chœurs et la musique des offices dirigés par l’imprimeur Guilbert à Saint-Patrice. En tant que compositeur, Charles Broche fut un des premiers à adopter le piano-forte en France. On se souvient également de lui comme du premier maitre de Boieldieu, même si la plupart des biographes de ce dernier ne paraissent avoir retenu de la personnalité artistique de virtuose, d’improvisateur fécond et de savant musicien de Broche pour ne retenir que ses habitudes d’intempérance et ses procédés brutaux envers son élève. Il eut néanmoins le temps, avant sa fin prématurée, de voir le succès de son élève, dont il fut ravi. Il se permit, à l’occasion du succès de  la Fille coupable (2 novembre 1793) et de Rosalie et Mirza en 1795, représentées à Rouen, un calembour, disant qu’il trouvait le jeune musicien « très habile en fugues », pour avoir fait jouer ces deux opéras, à Rouen, après son escapade à Paris. Malgré son gout prononcé pour la dive bouteille et le fait qu’il se soit montré un des fidèles habitués de la taverne du Chaudron, où l’on chantait ses canons bachiques, après sa fin prématurée, le secrétaire de correspondance de la Société libre d'émulation de Rouen, Louis-Robert de Saint-Victor, s’empressa d’écrire un article nécrologique sur lui tandis que la Société chargeait l’un de ses membres, Vincent Guilbert, de rédiger une note détaillée sur sa vie et ses travaux de Broche, laquelle notice fut lue dans une des séances. Plus tard, le portrait du musicien fut placé dans la grande salle de l’Hôtel-de-Ville de Rouen.

### Sources
- Théodore-Éloi Lebreton, Biographie normande : recueil de notices biographiques et bibliographiques sur les personnages célèbres nés en Normandie et sur ceux qui se sont seulement distingués par leurs actions et par leurs écrits, Rouen, Le Brument, 1857-1861, 549 p. (lire en ligne), p. 232.